# 프란시스코 하비에르 로드리게스
프란시스코 하비에르 로드리게스 피네도(스페인어: Francisco Javier Rodríguez Pinedo, 1981년 10월 10일, 마사틀란 ~ )는 흔히 마사 (Maza)라고 불리는 멕시코의 전 축구 선수이다.

## 클럽 경력

### CD 과달라하라
로드리게스는 시날로아주, 마사틀란 출신이다. 그의 출신지에서 따온 별명인 마사는 마사틀레코의 약칭이다. 그는 2002년 아페르투라 도중에 CD 과달라하라에서 프로 데뷔전을 치렀다.
2006년 아페르투라에서, 그는 동점골을 기록, 치바스가 데포르티보 톨루카 FC를 상대로 2-1 승리를 거두는데 도왔으며, 치바스는 11번째 멕시코 프리메라 디비시온 우승을 하였다.

### PSV 에인트호번
2008년 5월 9일, 로드리게스는 네덜란드 에레디비시의 PSV 에인트호번과 $1.8M의 가격에 계약하였다고 발표되었다. 마사는 첫 시즌 대부분을 벤치에서 보냈으며, 디르크 마르셀리스를 비롯한 두명의 센터백 교체자원으로 활용되었다. 2008년 11월 25일, 헤라클레스 알멜로를 상대로 27m 슈팅을 하며 첫골을 기록하였다. 마사는 2008년 1월에 마누엘 다 코스타가 ACF 피오렌티나로 떠난 뒤부터 4번 유니폼을 입었다.
2009-10 시즌동안 더 중대한 역할을 맡은 뒤, 그는 주전 자리를 획득하였다.

### VfB 슈투트가르트
2011년 7월 14일, 로드리게스는 비공개 이적료에 VfB 슈투트가르트와 3년 계약을 체결하였다. 로드리게스는 14-0 승리로 끝난 경기에서 데뷔골을 터뜨렸다. 로드리게스는 2011년 8월 6일, FC 샬케 04와의 경기에서 분데스리가 데뷔전을 치렀고, 팀은 3-0 승리를 거두었다. 그는 카카우에게 37분 어시스트를 하여 슈투트가르트가 2-0 리드를 가져가도록 하였다.

## 국가대표 경력
로드리게스는 2004년 하계올림픽에서 멕시코 대표로 참여하였다. 멕시코는 A조에서 말리와 대한민국에게 밀리며 1라운드에서 탈락하였다.
2006년 4월 2일, 그는 리카르도 라볼페 감독에 의해 멕시코 축구 국가대표팀에 차출되었다. 그는 2006년 FIFA 월드컵에서 포르투갈전 한 경기에 출장하였다.
로드리게스는 남아프리카 공화국에서 개최된 2010년 FIFA 월드컵의 멕시코 최종 23인 엔트리에 포함되었다. 그는 멕시코의 조별리그 세 경기에서 모두 선발로 출장하였고, 아르헨티나와의 16강전에도 출장하였다.
2011년 CONCACAF 골드컵에서는 로드리게스를 비롯한 5명의 멕시코 축구 국가대표팀 선수에서 클렌부테롤 양성 반응이 나타났고, 토너먼트 스쿼드에서 제외됐다. 그러나, FIFA는 훈련 캠프에서 금지 약물이 실수로 고기에 함유되어 섭취된 것으로 판명하고 출장 정지를 철회하였다.
하지만, 세계반도핑기구에서 다시 그 5명을 출장정지시키라고 스포츠 중재 재판소에 요청하였다. 그러나 2011년 10월 12일, WADA는 서류 미비로 요청을 포기하였다.

## 수상
CD 과달라하라
- 멕시코 프리메라 디비시온: 2006년 아페르투라

PSV 에인트호번
- 요한 크라위프 스할: 2008

## 같이 보기
- A매치 100경기 이상 출전한 축구 선수 명단